# Balle pelote
Pour les articles homonymes, voir jeu de balle.
La balle pelote également appelée jeu de balle est un sport collectif d’extérieur, de la famille des jeux de paume, opposant deux équipes de cinq joueurs qui se renvoient une petite balle, appelée pelote, en la frappant à la main munie d’un gant en cuir.
C’est un jeu de gagne-terrain qui se pratique en extérieur, sur un sol dur. Le terrain est appelé ballodrome.
Ce sport se pratique dans la partie ouest de la Belgique – dans les provinces de Namur, du Hainaut, du Brabant wallon, du Brabant flamand et de Flandre orientale – ainsi qu’en France, dans la vallée de la Sambre et le Valenciennois.
Depuis 2023, ce sport est repris parmi les chefs-d'œuvre du Patrimoine oral et immatériel de la Fédération Wallonie-Bruxelles.

## Infrastructure et matériel

### Terrain (ballodrome)

Dimensions du ballodrome et position ordinaire des joueurs lors de la mise en jeu.

La balle pelote se pratique en extérieur, sur un sol dur. Le terrain, appelé ballodrome, est traditionnellement la grand-place de la localité.
Une des caractéristiques du jeu de balle est que le terrain, très allongé, est composé de deux parties inégales, délimitées par des lignes blanches et normalement bornées de quatre perches. Le « grand jeu » est un trapèze dont la grande base est large de 19 m (le fond) et la petite de 7 m (la corde), pour une longueur de 30 m. Le « petit jeu », qui prolonge ce trapèze, est à peu près rectangulaire, d’une longueur de 42 m.
La « corde » (ou ligne des courtes) qui sépare les deux terrains n’est pas une limite infranchissable, et ne joue d’ailleurs plus aucun rôle dès lors que la balle a été livrée.
Le terrain est délimité par deux lignes de fond (ou lignes des outre) – que les joueurs ne peuvent franchir, sauf pour la livrée – et quatre lignes latérales (lignes des mauvaises). Au milieu de la ligne de fond du trapèze, un rectangle de 3 m sur 5 (le « tamis ») délimite l’espace dévolu au joueur qui va mettre la balle en jeu (voir plus bas Livrée).

### Joueurs
Les joueurs, que l’on appelle pelotaris ou simplement joueurs de balle, sont au nombre de cinq par équipe (+ un ou deux remplaçants). Ils doivent pouvoir être distingués par un maillot propre à leur équipe. Sauf par temps de canicule, les adultes jouent normalement en pantalons longs.

#### Positions
En début d’échange – précisément tant que le livreur n’a pas pénétré dans le « tamis » (la zone de service) –, les deux équipes se placent normalement de part et d’autre de la corde. Proches de celle-ci se tiennent les deux cordiers, aussi appelés passes ou passîs (litt. passiers) ; derrière eux viennent les trois « frappeurs » : le petit mitan (petit milieu), puis quelques mètres derrière, le grand mitan (grand milieu) et tout au fond, le foncier, aussi appelé mouche ou mouchî.

#### Rôles
Les cordiers tentent d’empêcher la balle de passer, et autrement filent de l’avant pour essayer de gagner du terrain et marquer ou remporter des chasses (cf. plus bas). Quant aux frappeurs, ils essayent généralement de renvoyer la balle le plus loin possible dans le terrain (le « rechas » ou le « contre-rechas »), et si faire se peut, outre la ligne de fond. Dans certains cas, ils préféreront toutefois – pour assurer une chasse – envoyer la balle rouler à terre et empêcher ainsi l’autre équipe de la rechasser. Le foncier a en plus comme mission spécifique d’empêcher la balle de franchir la ligne de fond.

### Matériel

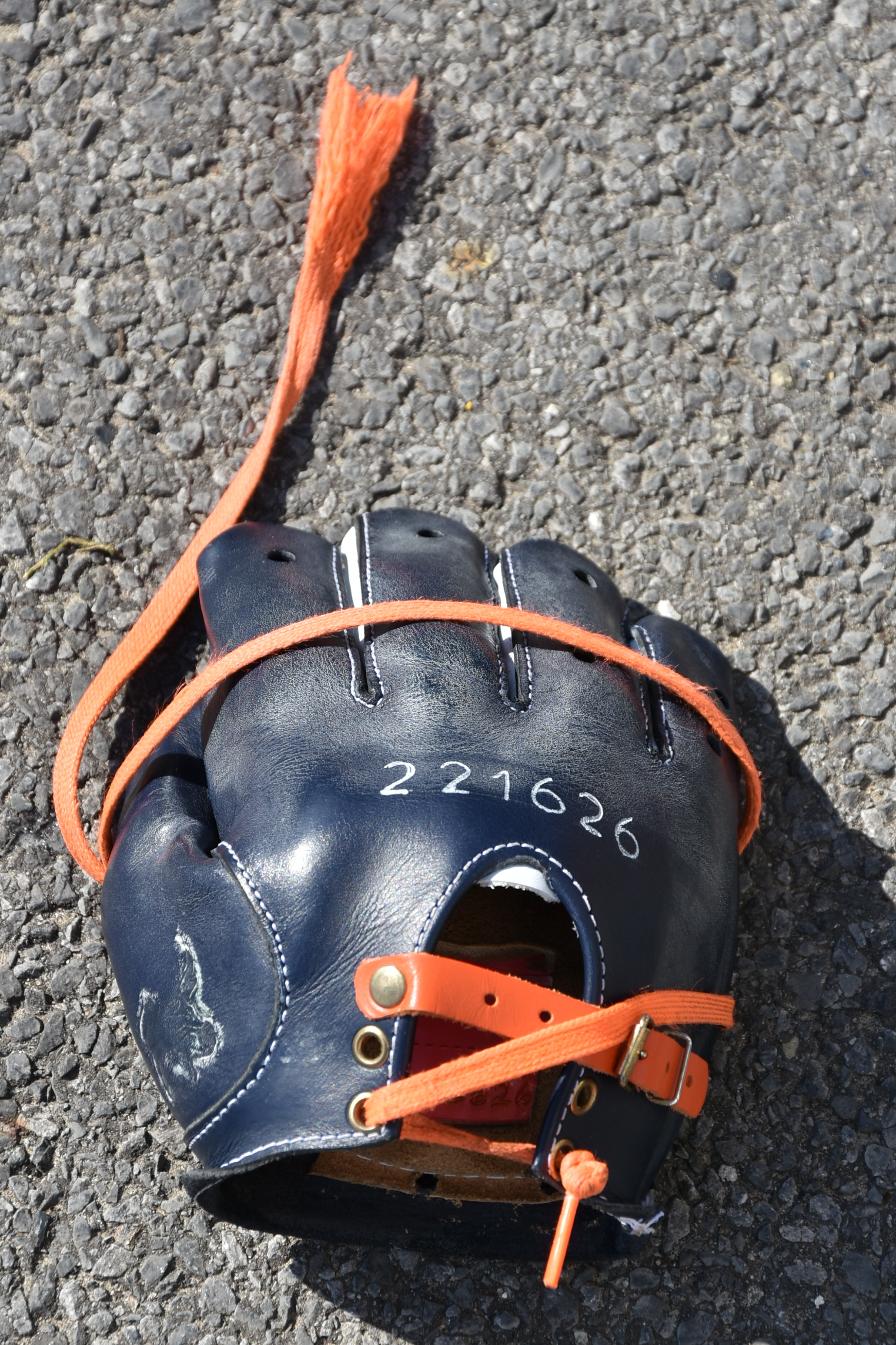
Gant de balle pelote

#### La balle
La balle a longtemps été une pelote de sable et matière végétale, cousus dans une peau de cuir ; ses dimensions et son poids ont varié. Depuis le milieu des années 1970, elle est en matière plastique et pèse environ 50 grammes pour un diamètre d’environ 50 mm.

#### Le gant
Hormis pour la livrée qui se fait à main nue, on frappe la balle avec un gant rigide en cuir renforcé d’une plaque intérieure (« talon » et « paumette ») afin de protéger la main et donner plus d’élan à la balle. La taille et le poids de ces renforts ont engendré beaucoup de polémiques dans les années 1970 et 1980. Depuis lors, le poids du gant, ses dimensions et sa fabrication font l’objet de spécifications détaillées par la fédération. Une lanière et un lacet permettent de mieux l’assujettir au poignet.

#### Accessoires
- Une craie, pour marquer les chasses
- Deux rappels de chasse bien visibles, numérotés 1 et 2. Il peut aussi bien s'agir d'un panneau sur un socle, éventuellement muni d'une poignée, que d'une paire de bidons avec le chiffre peint dessus.
- Une longue ficelle, pour mesurer les chasses en cas de doute ou contestation

En compétition :
- Un marquoir qui comptabilise les jeux pris et les quinze
- Une balance, pour contrôler le poids des gants

## Le jeu

### Principe
Le principe de la balle pelote est d’accumuler des points – ou de préparer au gain de points (« marquer une chasse ») – en relançant une balle en la frappant de la main, souvent le plus loin possible vers le camp adverse, jusqu'à ce que l'adversaire ne puisse plus valablement la renvoyer.
La balle peut être renvoyée de volée ou après un seul bond à l’intérieur du terrain.
Lorsqu’une balle tombée bonne n’a pu être frappée, on marque alors une chasse à l’endroit où elle est sortie latéralement ou là où elle a été arrêtée après un deuxième bond. Lorsque deux chasses ont été marquées, les équipes changent de côté pour jouer les chasses, en défendant la partie de terrain marquée par celles-ci – voir plus bas Points indirects (les « chasses »).

### Décompte des points
La balle pelote partage avec le tennis la manière de compter les points (qu'on appelle ici des « quinzes ») : 15, 30, 40 et jeu,. La notion d’avantage ou d’égalité n’y existe cependant pas : à « 40 à 2 » (40-40), l’équipe qui remporte le point suivant gagne le jeu. Autre différence avec le tennis, un rebond qui touche une ligne latérale est considéré comme mauvais.
Les rencontres (luttes) de championnat se déroulent en 13 jeux gagnants pour les adultes et 10 pour les jeunes, les tournois en 5 ou 7 jeux. En tournoi, une équipe de division inférieure à une autre dispose d’un avantage de 15 points à chaque jeu.

### La livrée

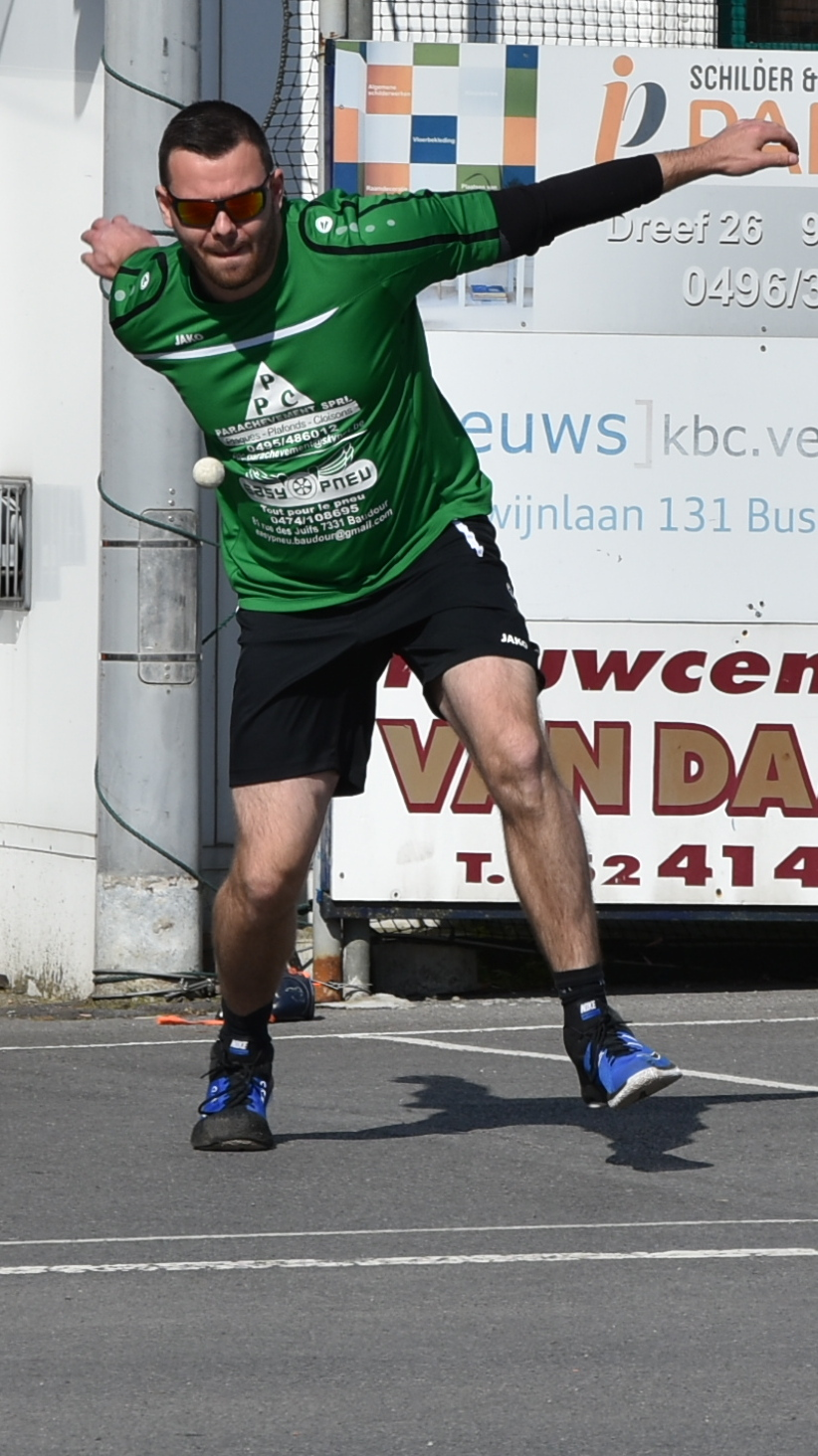
Le livreur s’apprête à frapper la balle

Après détermination des terrains par tirage au sort, l’équipe qui occupe le grand terrain va livrer, jusqu’à ce que deux chasses soient posées . D’un jeu à l’autre, il n’y a pas de changement de terrain mais le livreur est remplacé à chaque jeu ; après cinq jeux, chaque joueur aura livré et on recommence dans le même ordre.
La mise en jeu de la balle, appelée livrée, se fait à main nue et à basse main, soit le bras tendu soit à l’tachelette (à hauteur de poche). Le livreur prend son élan et pénètre balle en main dans le « tamis » depuis l’extérieur du terrain, il lâche la balle devant lui et la frappe aussitôt de la même main, d’un grand balancement du bras accompagné de tout le corps pour la propulser aussi loin que possible dans le terrain.
Pour être « bonne », la balle doit faire son premier bond dans le « petit jeu », donc au-delà de la ligne de corde et entre les lignes latérales. — Au cas, peu ordinaire, où la balle franchit la ligne de fond délimitée par deux perches (on dit que la balle est « outre »), l'équipe à la livrée remporte directement le « quinze ».
Autrement, si le livreur n’a pu livrer une balle « bonne », l’équipe à la livrée concède un quinze : — si la balle touche le terrain avant la ligne de corde, on dira que la livrée est « courte » ; — si la balle tombe sur une des lignes latérales ou à l’extérieur, tout comme dans la suite du jeu on dira que la balle est « mauvaise ».

### Points directs
- Une équipe gagne directement le 15 si elle parvient à envoyer la balle entre les perches, au-delà de la ligne de fond qui lui est opposée (ligne des « outre »).
- Une équipe concède un 15 si, à la livrée, le premier bond ne se fait pas au-delà de la corde (ligne des « courtes »).
- Une équipe concède un 15 si elle envoie la balle en dehors des lignes latérales (ou sur la ligne) sans rebond préalable dans le terrain. La balle est alors déclarée « mauvaise ».
- Un 15 punitif (crié « Quinze ! » par les joueurs de l’autre équipe) est concédé si une équipe touche la balle deux fois d’affilée avant son deuxième rebond. Il en va de même si un de ses joueurs est touché par la balle, de volée ou après un seul rebond, sur une autre partie du corps que la main ou l’avant-bras nu.

Étant donné la possibilité des points directs, une équipe peut gagner un jeu sans qu’une seule chasse ne soit posée.
Tant que la balle est bonne, elle peut être renvoyée de volée ou après un seul bond à l’intérieur du terrain. On parle de « rechas » pour l’équipe à la réception et de « contre-rechas » pour celle à la livrée. Au cours de ces échanges, chaque équipe essaie d’avancer sur le terrain.
Lorsqu’une balle tombée bonne n’a pu être renvoyée après son premier bond – soit qu’elle ait fait un deuxième rebond dans le jeu ou qu’elle ait franchi une des lignes latérales –, le quinze n’est pas attribué mais restera en suspens jusqu’à ce que les équipes aient changé de côté et joué les chasses.

### Points indirects (les «chasses»)
Cette phase de jeu est la caractéristique la plus marquante du jeu de balle.
Le but de l’engagement est de poser les chasses le plus loin possible devant soi pour qu’il soit plus facile, lors du changement de terrain, de repousser la balle au-delà. (Ce principe de gagne-terrain se retrouve notamment dans le jeu de longue paume.)

#### Marquage des chasses

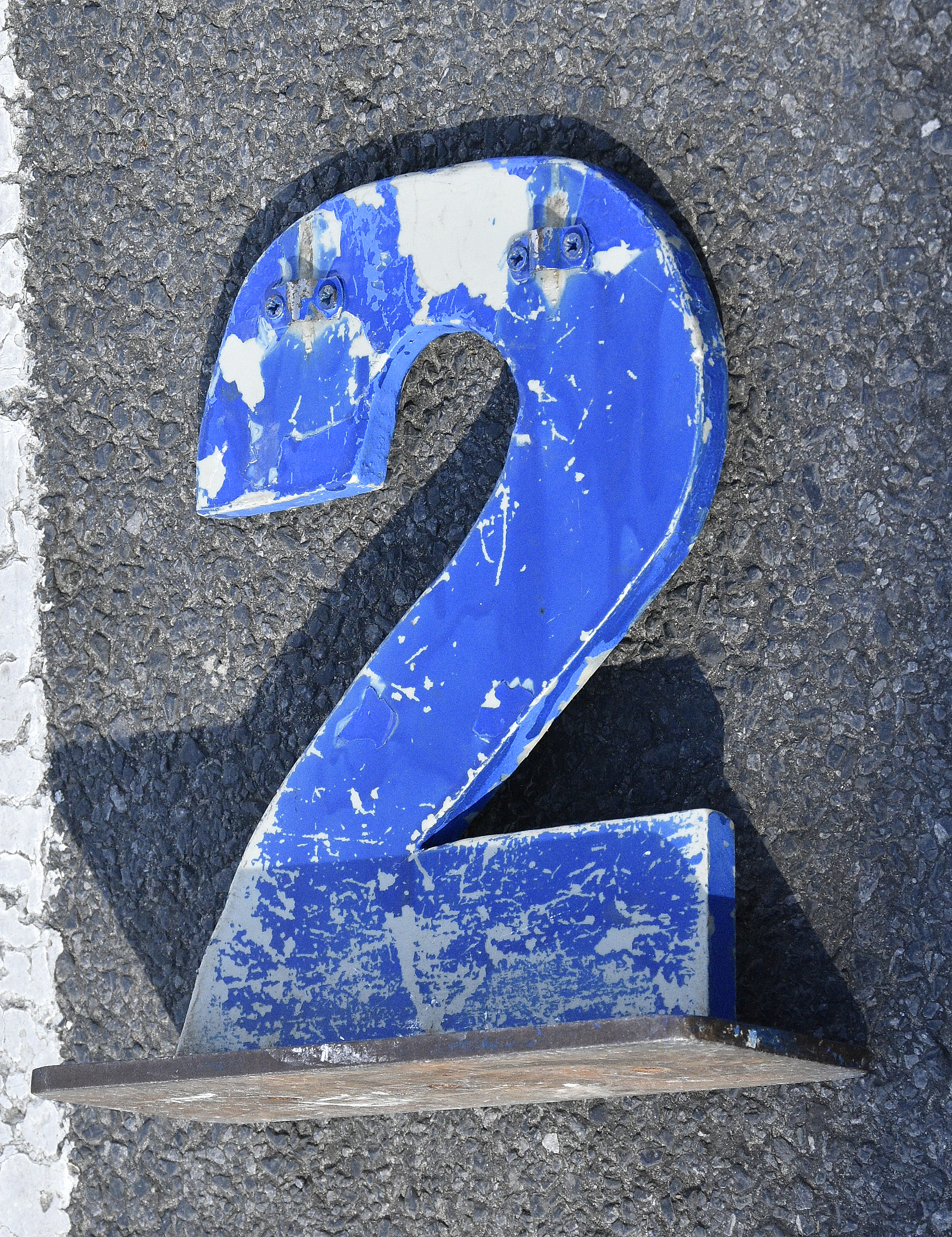
Une chasse renversée au bord du terrain

Lorsqu'une balle n’a pu être renvoyée après le premier bond, la balle est « morte ». Les joueurs indiquent l’endroit où elle est sortie latéralement du terrain (là où elle « décorde ») ou là où elle a été définitivement arrêtée après son deuxième bond (éventuellement dans ce cas avec les pieds ou toute autre partie du corps).
On pose alors une chasse : l’arbitre marque d’un trait de craie cet endroit et la personne préposée au marquage des chasses pose à sa hauteur, en bordure du terrain, un rappel de chasse bien visible portant un numéro 1 ou 2.
Aucune équipe n’a remporté l’engagement, et le quinze ne sera attribué qu’après que les équipes auront changé de terrain et joué les chasses.

#### Changement de terrain
Dès que deux chasses ont été posées (ou une seule si une équipe atteint 40 points — puisqu’alors un seul quinze peut lui suffire à remporter le jeu), les équipes changent de terrain ; c’est à l’autre équipe de livrer pour jouer les chasses et attribuer les quinze en suspens.

#### Jouer les chasses
Le changement de terrain effectué, on joue la première chasse, puis la seconde. Outre la possibilité de points directs (cf. ci-dessus), l’équipe qui remportera chaque fois le quinze sera celle qui sera parvenue à faire mourir la balle dans le terrain au-delà de la chasse marquée : l’endroit qui détermine si la chasse a été gagnée est – comme pour la pose des chasses – soit l’endroit où la balle coupe la ligne latérale après un bond, soit là où elle est définitivement arrêtée après deux bonds sur le terrain.
Quand une chasse a été jouée et le point attribué, le marqueur de chasses barre à la craie la marque laissée sur le terrain par l’arbitre et retire le rappel de chasse. Quand toutes les chasses marquées ont été jouées, l’équipe qui occupe le grand jeu reste à la livrée jusqu’à ce que deux autres chasses aient été posées.

## Jeux de balle apparentés
La balle pelote est très proche du handball frison (en néerlandais, Friese kaatsspel) pratiqué dans le Nord des Pays-Bas (ballodrome et règles diffèrent toutefois), ainsi que du llargues qui se pratique en rue dans le Sud-Est de l'Espagne. Un « jeu international » a été créé pour permettre aux joueurs de ces disciplines de s'affronter.
Parmi les autres jeux de gagne-terrain, on trouve aussi la longue paume, laquelle se joue avec une raquette, ainsi que, en Picardie, le jeu de balle à la main – qui fait s’opposer deux équipes de sept joueurs et se joue à main nue – et le ballon au poing.
En Languedoc et en Italie, on pratique la balle au tambourin.

### Variantes anciennes de balle pelote
En Belgique :
- La balle au mur[12]
- La petite balle au tamis[6]
- La demi-dure[6]

### Sports dérivés
- Balle pelote assise
- First Ball, destiné aux plus jeunes[13]
- One Wall ou balle au fronton, qui peut se pratiquer en salle